# Millon (maison de vente aux enchères)
 (mai 2025).
Motif : Où sont les sources secondaires centrées sur cette société ?
- Archive Wikiwix
- Bing
- Cairn
- DuckDuckGo
- E. Universalis
- Gallica
- Google
- G. Books
- G. News
- G. Scholar
- Persée
- Qwant
- (zh) Baidu
- (ru) Yandex
- (wd) trouver des œuvres sur Wikidata

| 1. | Préciser le motif de la pose du bandeau. | Précisez le motif de la pose du bandeau en utilisant la syntaxe suivante : {{admissibilité à vérifier\|date=juin 2025\|motif=remplacez ce texte par le motif}}                                             |
| 2. | Informer les utilisateurs concernés.     | Pensez à avertir le créateur de l'article, par exemple, en insérant le code ci-dessous sur sa page de discussion : {{subst:avertissement admissibilité à vérifier\|Millon (maison de vente aux enchères)}} |

Pour les articles homonymes, voir Millon.
La maison Millon (/ m i l oː n /) est une maison de ventes aux enchères française fondée en 1928. Basée à Paris, elle fait partie d'une des plus anciennes institutions de ce type en France. Elle s'établit aujourd'hui en Europe et à l'international, avec plusieurs bureaux d'expertises en Europe et au Vietnam. Son siège est situé au 19 rue de la Grange Batelière, dans le 9ᵉ arrondissement de Paris, à proximité de l'Hôtel Drouot, dans le quartier du Faubourg Montmartre.

## Historique

### Fondation et premiers développements
La maison Millon a été créée sous le nom d'Étude Robert par Maître Jacques Robert, commissaire-priseur, en 1928. L'étude était établie à l'avenue d'Eylau, dans le quartier du Trocadéro. L'étude se distingue dès les années 1940 par son rôle dans les ventes dites "d'ateliers", permettant la mise en lumière de nombreux artistes comme André Dunoyer de Segonzac, Tutundjian et Kikoïne. En 1990, la rencontre entre Maître Claude Robert et Joël-Marie Millon marque un tournant majeur pour l'entreprise. Joël-Marie Millon, ancien président de l'Hôtel Drouot, contribue à la modernisation de l'étude et à son internationalisation, en introduisant des ventes en duplex avec des acheteurs étrangers.

### Modernisation et transformation en groupe
En 2002, Alexandre Millon, fils de Joël-Marie Millon, devient commissaire-priseur et dirige la maison Millon. Il réorganise l'entreprise en groupe, la structurant autour de plusieurs départements spécialisés. Cette transformation s'inscrit dans le cadre de la réforme des commissaires-priseurs, qui redéfinit les modalités de vente et ouvre le marché français aux acheteurs internationaux.
Entre 2016 et 2020, la barre des 50 millions de lots vendus est franchie grâce à l’émergence de nouveaux départements. On en compte 30 en 2025.
En 2024, les 100 millions sont dépassés, notamment grâce à l'achat de la maison Il Ponte.

## Activités et spécialités
La maison Millon couvre une large gamme de spécialités, avec 30 départements à son actif. On y retrouve notamment ces catégorises :
- peinture et arts graphiques : tableaux anciens, modernes et contemporains ;
- arts décoratifs et mobilier : pièces du XVIIIᵉ siècle au design contemporain ;
- art asiatique et art premier : sculptures, bronzes et céramiques historiques ;
- bijoux et montres : joaillerie ancienne et contemporaine.

Millon a inventé en 2020, le concept « So Unique » qui dédie une vente à une seule œuvre, majoritairement que des lots d'exceptions. Cette maison de vente réalise aussi des ventes de spécialité, "de gré à gré", ventes aux enchères Master, et les ventes "Online Only" qui sont dématérialisées.

## Ventes notables
La maison Millon s'est illustrée par plusieurs ventes remarquables :
- en 2019, un vase Tianqiuping d'époque Yongzheng a été adjugé à 1 330 000 € ;
- une page de Coran antique, datant de la fin du califat omeyyade, a été adjugé 837 500 € en 2021 ;
- le Portrait de Lili Grenier réalisé en 1889 par Louis Anquetin (1861 - 1932) a été adjugé 624 000 € en 2022 [8] ;
- en 2023, une œuvre de Domenico Gnoli, Unbuttoned Button (1969), a atteint 8 040 000 €, un record mondial[9] ;
- en 2024, un record du monde a été établi pour un paravent laqué du peintre Trân Phuc Duyên, à 377 000 € [10].

## Préemptions
Parmi les nombreux objets et œuvres mis en ventes par la maison Millon, et qui ont été acquises par les institutions, on peut noter : un panneau d'Edgar Maxence au musée du Petit palais, une toile de Joseph Siffred Duplessis par le musée de Capentras, une étude de tête pour l’Amour de la Vertu de Francois Lemoyne, au Château de Versailles, une maquette du Saint-Sépulcre au musée du Louvre, une sculpture de Paul Dubois au Musée Condé (2023), une photographie de Charles Nègre au Musée d'Orsay(2025).

## Implantation
Millon s’articule autour de 4 grandes Maisons : Millon Paris (Millon SVV), Millon Riviera basé à Nice, Millon Belgique situé à Bruxelles et le 19GB, l’office de commissaires de justice adossé à la maison Millon.
Entre 2012 et 2016, Millon fait l’acquisition d’un garde-meuble, le « 116 », situé au 116 boulevard Louis Armand, à Neuilly-sur-Marne où sont réalisés des ventes spécialisés, nommés les "Aubaines du 116" . Une Maison de ventes est aussi fondée en Belgique, aujourd’hui Millon Benelux.
La maison Millon a aussi innové dans les ventes en ligne, avec une plateforme dédiée, ARTPRECIUM, créée en 2019, pour répondre à la demande croissante de dématérialisation. Elle dispose d’un réseau d’expertise dans plusieurs pays européens, au Maroc et en Asie, notamment au Vietnam, affirmant sa présence à l'international. Ainsi, elle est composée de six maisons en Europe, et de 26 bureaux d'estimations dans le monde. Récemment, Millon s'est installé en Italie, en achetant la maison de vente italienne Il Ponte en 2024, et réalise en 2023 un duplex à Beyrouth, au Liban en simultané de Paris.